# Le Menec

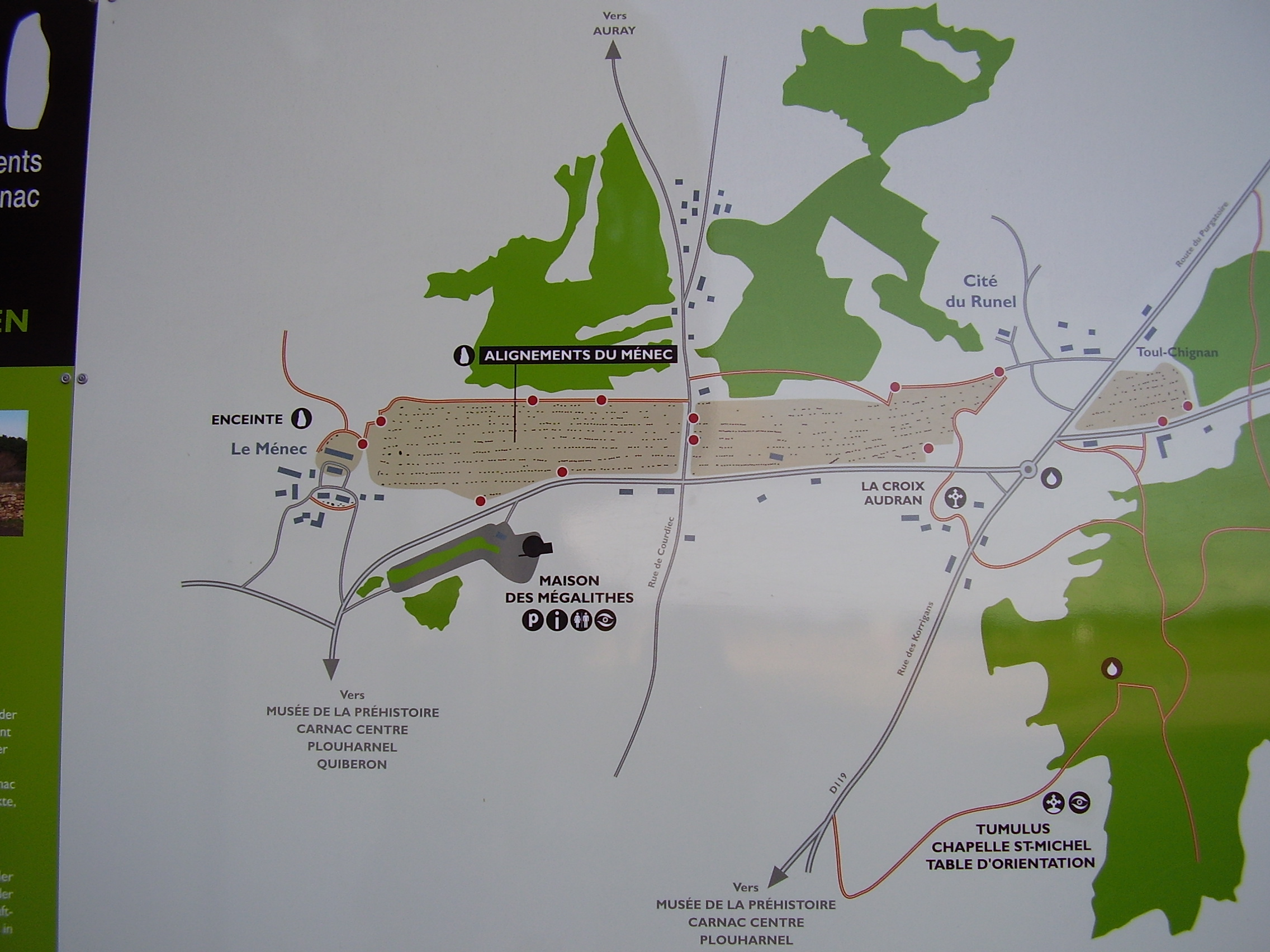
Karte der Steinreihen

Le Menec ist neben Kerlescan und Kermario eines der großen „Alignements von Carnac“ im Département Morbihan in der Bretagne in Frankreich. 
Auf einer Länge von 1165 m stehen bei Le Menec noch 1169 Menhire in zwölf Steinreihen. Die elf Hauptreihen haben eine Breite zwischen 116 m im Westen und 63 m im Osten, eine zwölfte Reihe zweigt nach Norden ab. Auch die einzelnen Steine werden von West nach Ost kleiner. Inmitten der westlichen Reihen steht ein größerer, als „Grand Menhir“ bezeichneter Stein. 
Die eingezäunten, nicht betretbaren Alignements weisen auf etwa halber Länge, dort wo eine Straße kreuzt, eine leichte Biegung auf, die die Ausrichtung auf die endständigen Gehege richtet. Alexander Thom und A. Burl haben eine Ausrichtung der Reihen auf die Auf- und Untergänge zu den Sonnenwenden im Sommer und Winter festgestellt.
Bei Le Menec sind der Kern eines ovalen Steingeheges von 90 × 70 m am westlichen Ende und eine Reihe von 70 Menhiren im Nordwesten erhalten. Die Anordnung der Menhire des Geheges lässt sich deutlich von den Reihen der Alignements unterscheiden. Das Steingehege am östlichen Ende der Alignements besteht aus sehr kleinen Steinen und verliert sich in der Heide. Die Steinreihen im Alignement von Toulchignan sind der durch eine etwa 150 m Lücke getrennte, östliche Teil der Steinreihen von Le Menec. 

Le Ménec
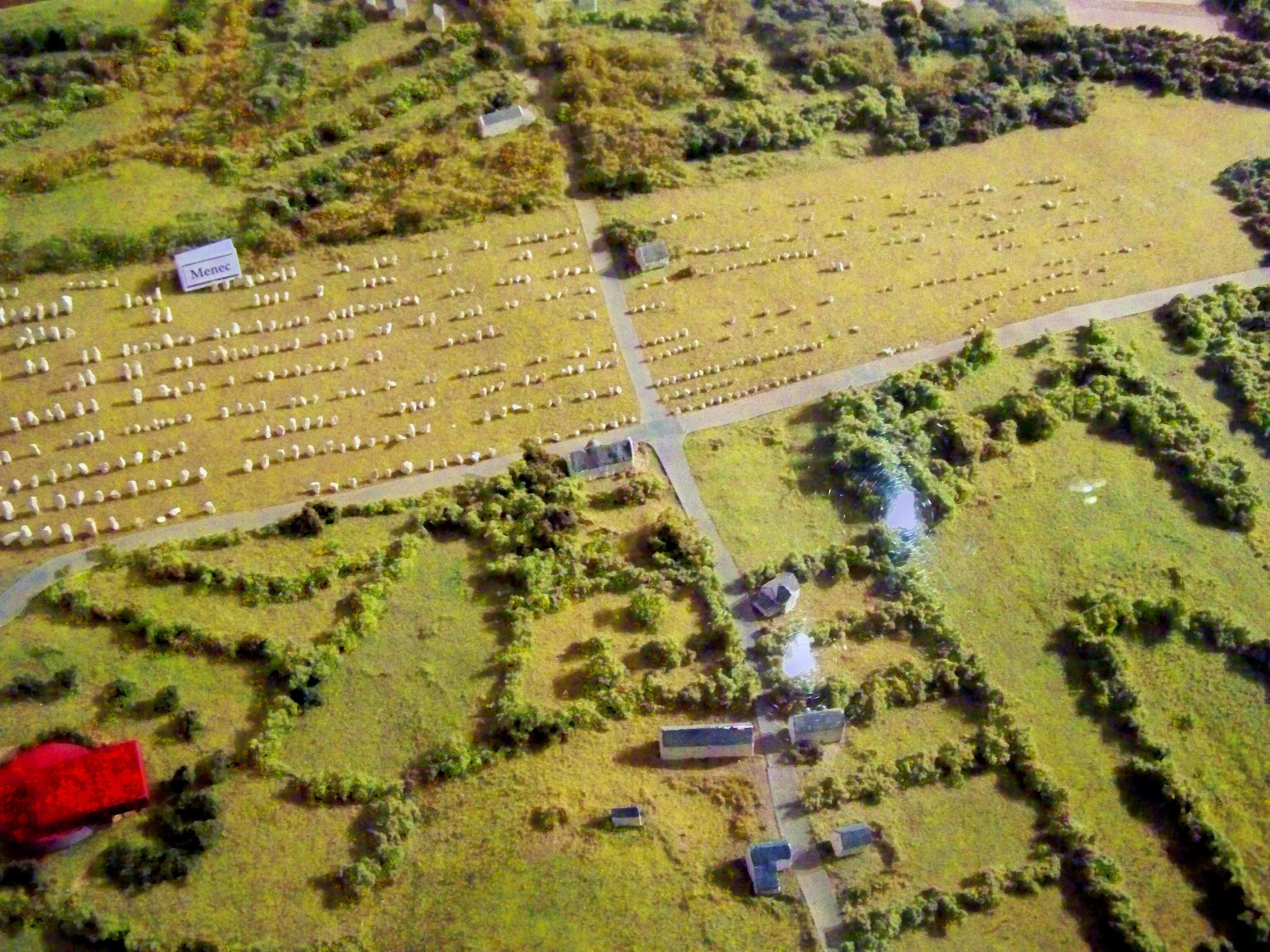
Die Steinreihen am Knick (Modell)
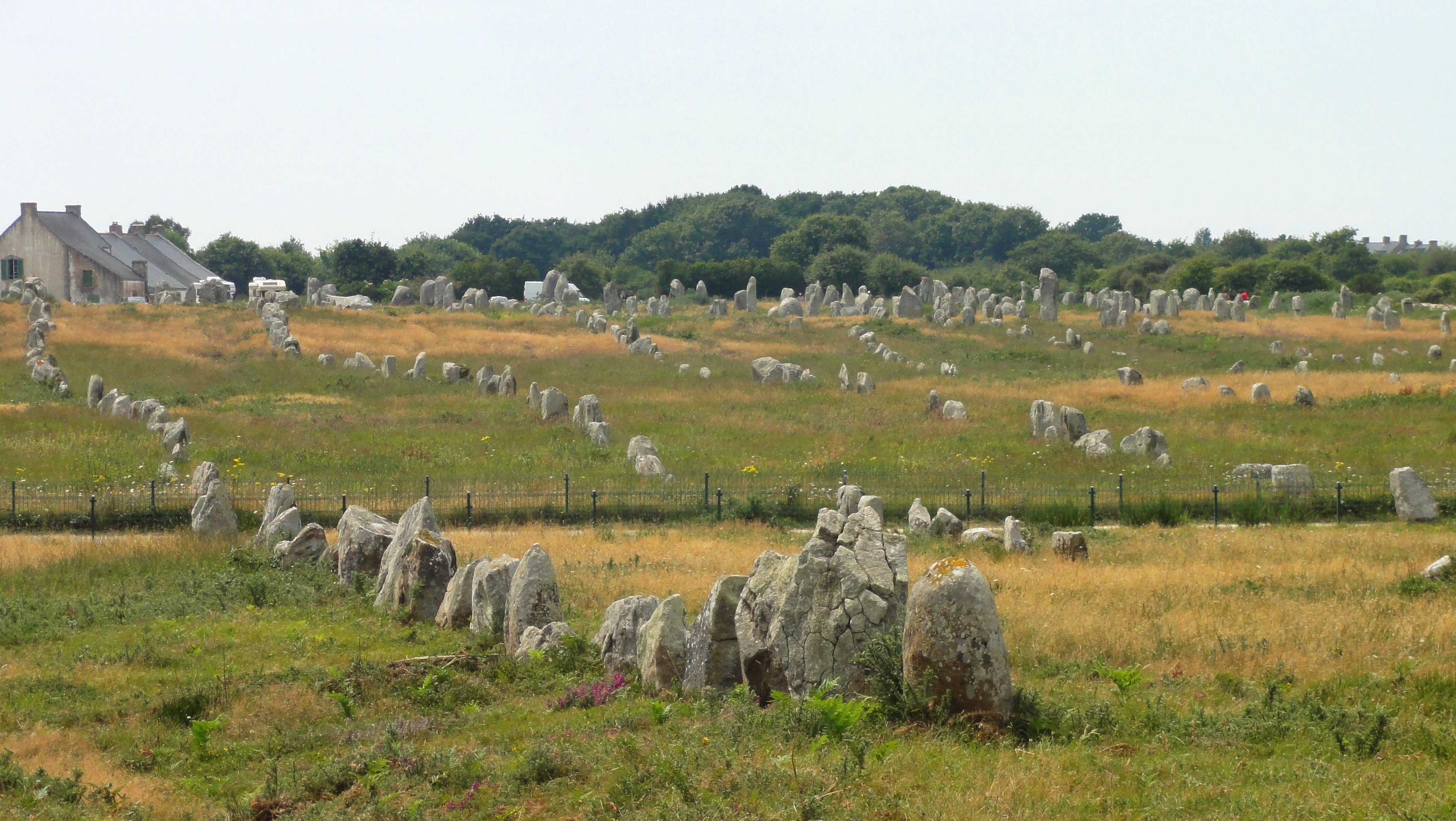
Die Steinreihen
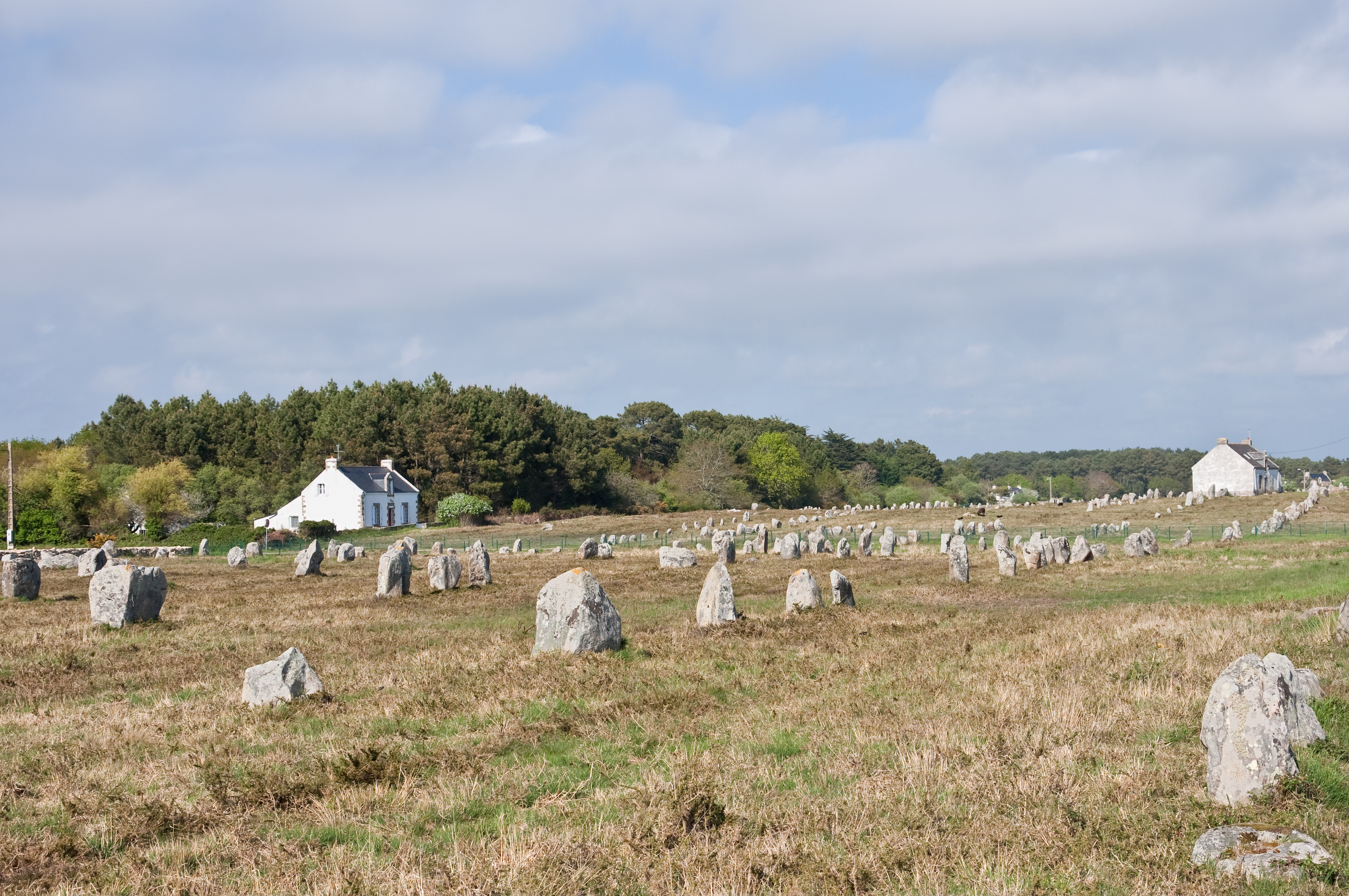
Die Steinreihen
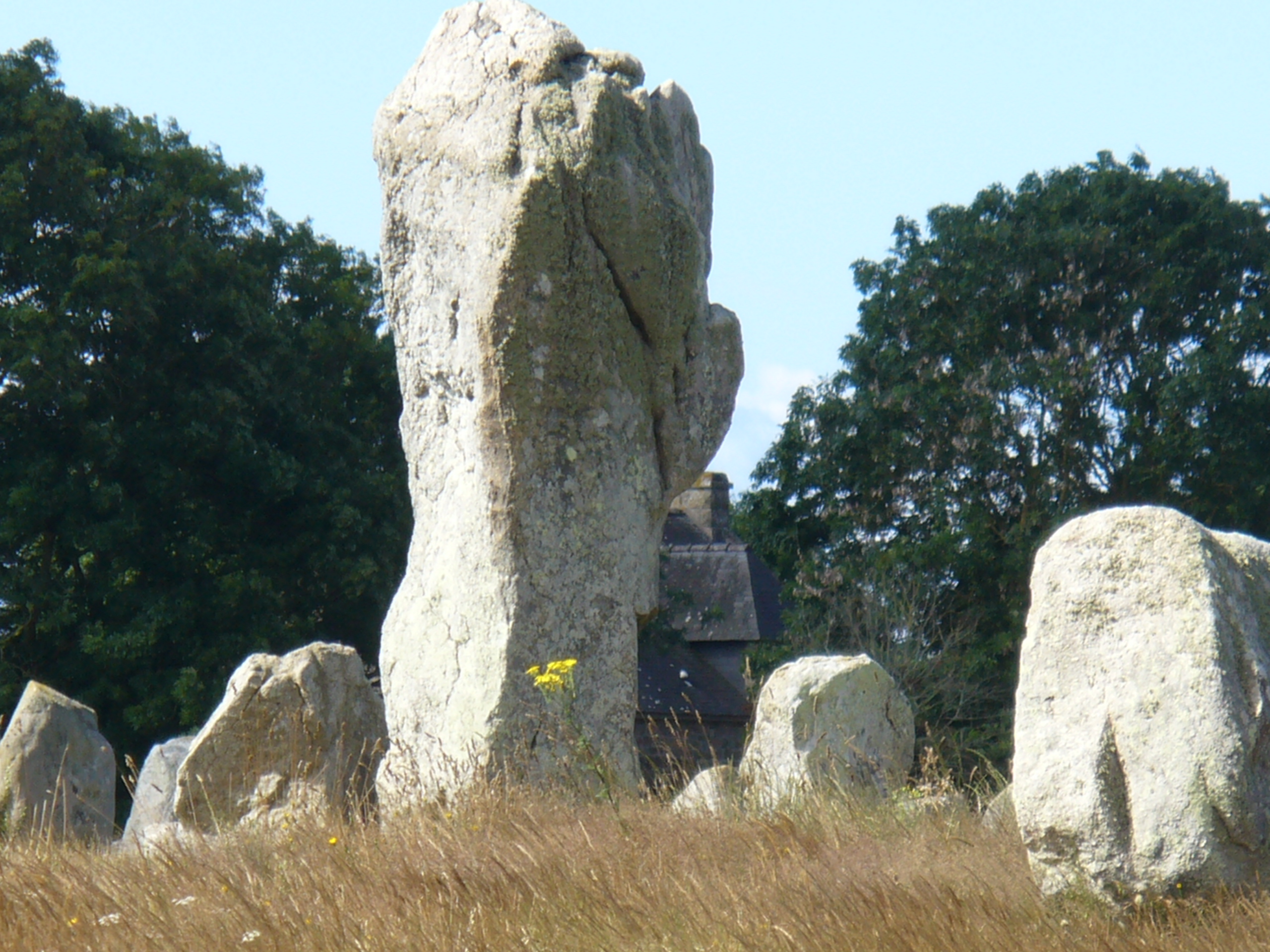
Bis 4 Meter hohe Menhire in 1167 Meter langen Reihen
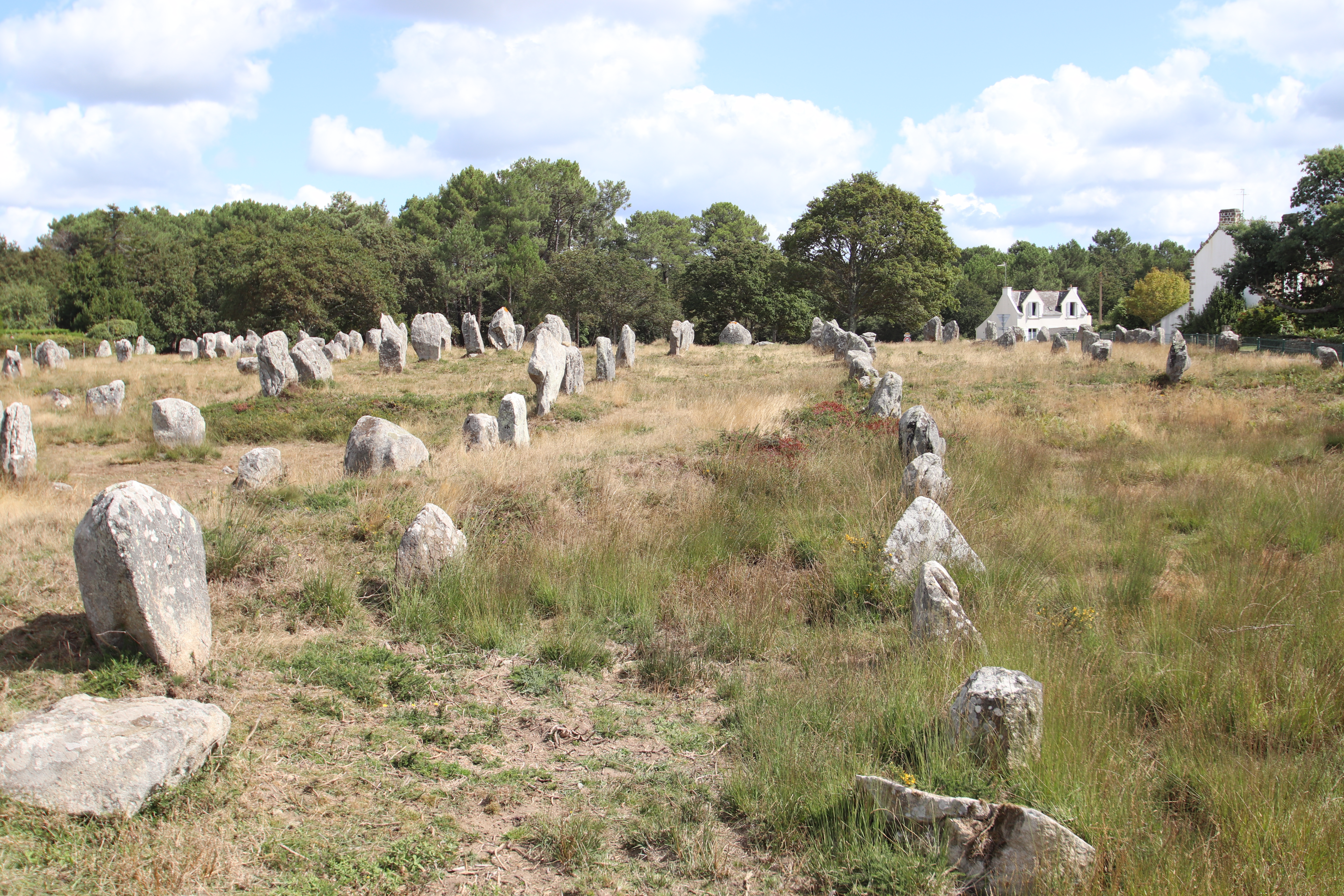
Toulchignan